# Trans-bèta-methylstyreen
Trans-bèta-methylstyreen of 1-fenylpropeen is een organische verbinding met als brutoformule C9H10. De stof komt voor als kleurloze vloeistof, die onoplosbaar is in water.

## Toxicologie en veiligheid
Trans-bèta-methylstyreen kan spontaan polymeriseren. Daarom wordt ongeveer 20 ppm 3,5-di-tert-butylcatechol als stabilisator toegevoegd. Ze reageert met sterk oxiderende stoffen en is ontvlambaar.
De stof is irriterend voor de ogen, de huid en de luchtwegen.